# Robert Karl Sachße
Robert Karl Sachße (* 13. Januar 1804 in Leipzig; † 27. Dezember 1859 in Heidelberg) war ein deutscher Jurist, Rechtshistoriker und Bibliothekar.
Sachße besuchte die Thomasschule zu Leipzig. Danach studierte er Mathematik, Philosophie und Rechtswissenschaften an der Universität Leipzig. Er promovierte 1829 zum Dr. phil. An der Universität Heidelberg promovierte er 1830 zum Dr. jur. 1833 habilitierte er sich und wurde Privatdozent ebenda. Dort lehrte auch sein Verwandter Karl Salomo Zachariae. Zusätzlich arbeitete er an der Universitätsbibliothek Heidelberg. 1844 wurde er außerordentlicher Professor.

## Veröffentlichungen
- Iuris publici veterum Germanorum specimen, 1834
- Historische Grundlagen des deutschen Staats- und Rechtslebens, 1844
- Sachsenspiegel oder sächsisches Landrecht, 1848
- Das Beweisverfahren nach deutschem Recht mit Berücksichtigung verwandter Rechte des Mittelalters, 1855